# Chris Alexander (homme politique)
Pour les articles homonymes, voir Chris Alexander et Alexander.
Chris Alexander, né le 9 septembre 1968 à Toronto, est un diplomate et homme politique canadien. 

## Biographie
Il a été ministre de la Citoyenneté et de l'Immigration dans le gouvernement de Stephen Harper. Il a représenté la circonscription d'Ajax-Pickering (Ontario), à la Chambre des communes du Canada de 2011 à 2015, sous la bannière du Parti conservateur du Canada. Lors des élections générales de 2015, il a été défait par Mark Holland du Parti libéral du Canada.
Il est candidat à la course de la chefferie du Parti conservateur du Canada en 2017 où il obtient la 10ème position. Il propose notamment la création d' « une institution fédérale chargée de la promotion du français dans plusieurs sphères de la société » et d'encourager l'établissement des immigrants francophones à l'extérieur du Québec.